# Солітаріо кубинський
Солітаріо кубинський (Myadestes elisabeth) — вид горобцеподібних птахів родини дроздових (Turdidae). Ендемік Куби.

## Опис

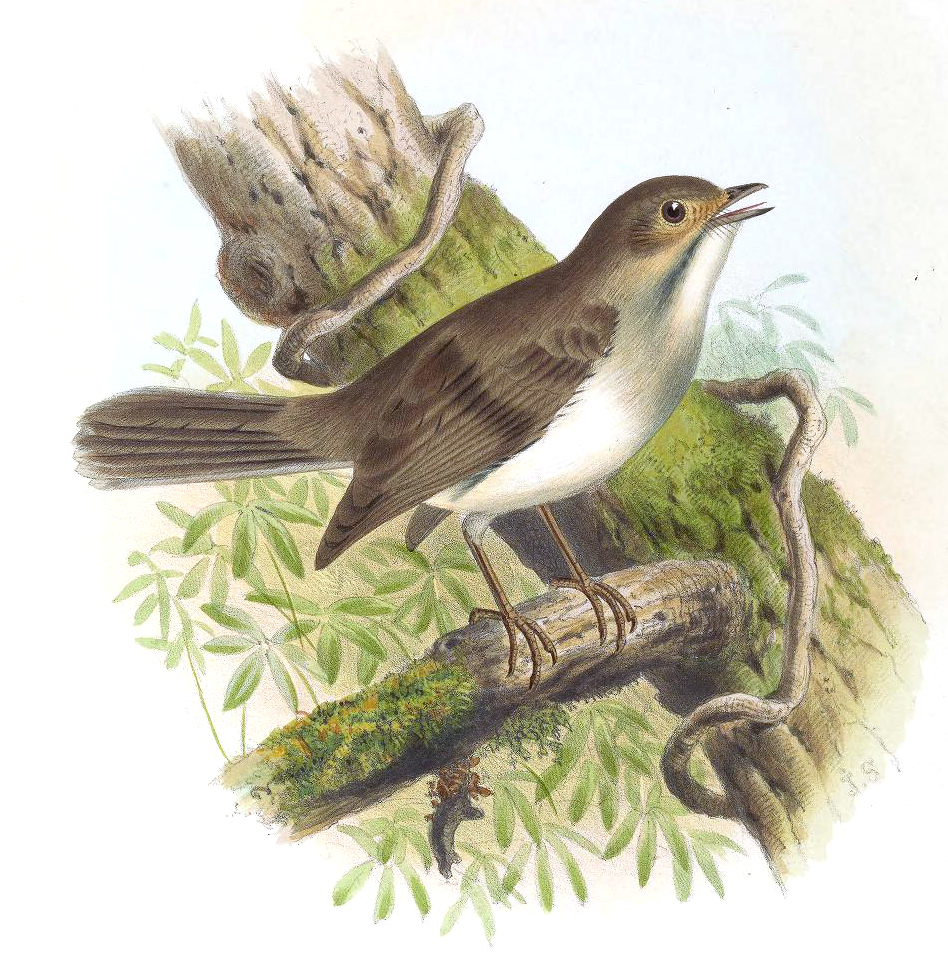
Кубинський солітаріо

Довжина птаха становить 19 см. Спина оливково-сіра або бурувато-сіра. Нижня частина тіла свіло-сіра, живіт і горло білі. Навколо ока біле кільце, під дзьобом коричневі "вуса". Очі карі, дзьоб сірий, лапи жовті. Виду не притаманний статевий диморфізм. У молодих птахів верхня частина тіла оливкова, нижня частина тіла коричнювата.

## Підвиди
Виділяють два підвиди:
- M. e. elisabeth (Lembeye, 1850) — захід і схід Куби;
- †M. e. retrusus Bangs & Zappey, 1905 — острів Ісла-де-ла-Хувентуд.

## Поширення і екологія
Кубинські солітаріо є ендеміками Куби. Вони мешкають на заході острова, в горах Сьєрра-де-лос-Органос, Сьєрра-дель-Росаріо і Сьєрра-де-ла-Гуїра в провінції Пінар-дель-Ріо, а також на сході, в горах Сьєрра-Маестра і Масісо-де-Сагуа-Баракоа. В центрі острова, в горах Ескамбрай, кубинські солітаріо не живуть. Популяція кубинських солітаріо мешкала на острові Ісла-де-ла-Хувентуд, однак вимерла в 1930-х роках.
Кубинські солітаріо живуть в густих гірських вологих тропічних лісах. Харчуються ягодами, насінням і комахами. Гніздування відбувається в період з травня по липень. Гніздяться в розщелинах вапнякових скель і в дуплах дерев. В кладці 2-3 зеленувато-білих яйця, поцяткованих темними плямками.

## Збереження
МСОП вважає стан збереження цього виду близьким до загрозливого. Араел птаха скоротився через знищення природного середовища, однак в межах сучасного ареалу це досить поширений вид птахів.